# NGC 4091
NGC 4091 este o liner situată în constelația Părul Berenicei. A fost descoperită în 2 mai 1864 de către Heinrich Louis d'Arrest. Se află la o distanță de 111,26 megaparseci de Pământ.